# The Flash (3.ª temporada)
A terceira temporada da série de televisão estadunidense The Flash, que é baseada no personagem Barry Allen / Flash da DC Comics, um super-herói combatente do crime com o poder de se mover em supervelocidade, segue Barry, um investigador da cena do crime que ganha super velocidade humana, que ele usa para lutar contra criminosos, incluindo outros que também ganharam habilidades sobre-humanas. É ambientado no Universo Arrow, compartilhando continuidade com as outras séries de televisão do universo, e é um spin-off de Arrow. A temporada foi produzida pela Berlanti Productions, Warner Bros. Television e DC Entertainment, com Andrew Kreisberg, Aaron e Todd Helbing atuando como showrunners.
A temporada foi encomendada em março de 2016, e a produção começou naquele julho, durando até abril de 2017. Ao lado de Grant Gustin, que repete seu papel como Barry Allen, os principais membros do elenco Candice Patton, Danielle Panabaker, Carlos Valdes, Tom Cavanagh, Jesse L. Martin e Keiynan Lonsdale retornam da segunda temporada.
O primeiro episódio da temporada estreou na The CW em 4 de outubro de 2016, e foi assistido por 3,17 milhões de pessoas, com a temporada consistindo de 23 episódios. A série foi renovada para uma The Flash (4.ª temporada)|quarta temporada]] em 8 de janeiro de 2017.

## Episódios
| N.º na série | N.º na temp. | Título                                                                        | Dirigido por         | Escrito por                                                                                     | Exibição original       | Audiência (milhões) |
| --- | ------------ | ----------------------------------------------------------------------------- | -------------------- | ----------------------------------------------------------------------------------------------- | ----------------------- | ------------------- |
| 47 | 1            | "Flashpoint" "(Ponto de Ignição)" (BR)                                        | Jesse Warn           | História por : Greg Berlanti & Andrew Kreisberg Roteiro por : Andrew Kreisberg & Brooke Roberts | 4 de outubro de 2016    | 3.17                |
| Após impedir Eobard Thawne de matar Nora, Barry retorna com ele para o presente e o aprisiona em uma cela que o impede de usar sua velocidade. Na nova linha do tempo, a qual Eobard apelida de "Ponto de Ignição", o pai e a mãe de Barry estão vivos, Joe tem uma má relação com seus filhos e problemas no trabalho, Cisco é um bilionário esperto e tecnológico, e Caitlin é uma oftalmologista. Há também um novo Flash em Central City chamado de Kid Flash, que luta com um inimigo, "Rival", cujo verdadeiro nome é Edward Clariss. Barry começa a perder suas lembranças da linha do tempo original, e Eobard revela que isso é o resultado da linha do tempo "Ponto de Ignição" que Barry criou quando salvou sua mãe. Depois de descobrir que o Kid Flash é Wally, Barry e Wally se unem e impedem o Rival/Edward Clariss, mas Wally acaba gravemente ferido. Percebendo que a nova linha do tempo é ruim para as pessoas mais próximas dele, Barry solta Eobard da cela e lhe permite voltar ao passado para matar Nora e redefinir a linha do tempo. Então, de volta ao presente, Barry descobre que a linha do tempo não se redefiniu exatamente, pois Joe e Iris não se falam um com o outro há anos. Edward Clariss é confrontado por uma voz desconhecida que lhe dá a mensagem "Alquimia". |              |                                                                               |                      |                                                                                                 |                         |                     |
| 48 | 2            | "Paradox" "(Paradoxo)" (BR)                                                   | Ralph Hemecker       | Aaron Helbing & Todd Helbing                                                                    | 11 de outubro de 2016   | 2.80                |
| Barry descobre várias alterações na linha do tempo restaurado: Iris não perdoou Joe por não ter contado a ela que sua mãe estava viva, Cisco está irritado com Barry por não voltar no tempo para salvar seu irmão Dante, e Barry tem um novo parceiro forense que trabalha em seu laboratório, Julian Albert, que não gosta e não confia em Barry. Barry decide voltar novamente no tempo para corrigir os danos causados, mas é interceptado em 1998 por Jay Garrick. Jay diz a Barry que a linha do tempo não se restaura completamente e ele tem que aprender a viver com seus erros. Enquanto isso, Edward Clariss tem visões do "Ponto de Ignição" e localiza a pessoa responsável, Alquimia, que restaura os poderes de Clariss e as memórias do "Ponto de Ignição". Barry conta ao time sobre as alterações da linha do tempo antes de enfrentar Clariss em um armazém abandonado. No armazém, Alquimia aparece, dizendo que ele está "preparando este mundo" para um evento futuro. Cisco chega e ajuda Barry a derrotar Clariss, que é preso em Iron Heights. O time determina que Alquimia está recriando os meta-humanos do "Ponto de Ignição", e precisam rastreá-lo para que possam derrotá-lo. Cisco e Barry se reconciliam, assim como Iris e Joe. É secretamente revelado que Caitlin ganhou poderes "de gelo". Barry e Iris iniciam oficialmente um relacionamento. Alquimia ataca Clariss em sua cela em Iron Heights. |              |                                                                               |                      |                                                                                                 |                         |                     |
| 49 | 3            | "Magenta" "(Magenta)" (BR)                                                    | Armen V. Kevorkian   | Judalina Neira & David Kob                                                                      | 18 de outubro de 2016   | 2.67                |
| Harrison Wells e sua filha, Jesse, retornam à Terra-1, onde Jesse revela que ganhou super velocidade por causa da explosão de matéria negra que restaurou os poderes de Barry. Wells espera que todos convençam Jesse a não usar seus poderes. Em outros lugares, uma adolescente adotada chamada Frankie Kane desenvolve poderes magnéticos meta-humanos, que se manifestam como uma personalidade alternativa chamada Magenta, que ataca seu pai adotivo abusivo. Barry descobre que Magenta ganhou seus poderes graças ao Dr. Alquimia, enquanto Wally lida com o fato de que não ganhou poderes, mesmo estando junto de Jesse durante a explosão. Magenta vai para o Hospital de Central City para matar seu pai adotivo, levitando e colocando um navio em cima no edifício. Barry cria um vórtice para manter o navio no lugar, mas percebe que não conseguirá confrontar Magenta enquanto cuida do navio. Então, Wells, confiando em sua filha, envia Jesse para ajudar Barry. Ela assume o vórtice, enquanto Barry conversa com Frankie para ajudá-la a ganhar controle sobre Magenta. Frankie revela que Alquimia falou com ela em "sonhos" de uma outra vida, o que chama a atenção de Wally, que teve sonhos semelhantes. Wells diz a Jesse que ele apoiará sua decisão, então, ele dá a ela um traje de super herói. Mais tarde, Joe mostra para Barry e Julian um vídeo de Edward Clariss sendo morto na prisão por uma força invisível. |              |                                                                               |                      |                                                                                                 |                         |                     |
| 50 | 4            | "The New Rogues" "(Os Novos Trapaceiros)" (BR)                                | Stefan Pleszczynski  | Benjamin Raab & Deric A. Hughes                                                                 | 25 de outubro de 2016   | 2.80                |
| Faz três anos que Sam Scudder e Rosalind Dillon, ex-parceiros de Leonard Snart, foram atingidos pela explosão do acelerador de partículas original. No presente, Barry começa a treinar Jesse a usar seus poderes. Wells sugere ao time que encontrem um Harrison Wells de outra terra para substituí-lo no time, já que ele e Jesse irão embora de volta para a Terra-2. Scudder finalmente consegue sair da dimensão de um espelho em que estava preso desde a explosão do acelerador de partículas, e retorna com a capacidade de transportar a si mesmo e outras pessoas através de objetos reflexivos. Ele se junta a Rosalind, que agora tem poderes de vertigem, e os dois começam a cometer uma onda de crimes pela cidade. Barry e Jesse, que adotou seu alter-ego "Jesse Quick", os confronta, mas os dois são derrotados e Scudder acaba prendendo Barry dentro de um espelho. Caitlin, secretamente, usa seus poderes de gelo para ajudar Barry a sair do espelho. Então, ele e Jesse finalmente conseguem capturar Scudder e Rosalind. Depois de avaliarem vários Harrison Wells de várias terras, o time recruta o Harrison Wells da Terra-19, apesar da preocupação do Wells da Terra-2. Mais tarde, Jesse e seu pai, retornam à Terra-2, mas não antes de Wells contar para Cisco sobre a estranha fuga de Barry do espelho. Naquela noite, Caitlin acidentalmente congela a água de seu chuveiro e seu cabelo começa a ficar branco. |              |                                                                               |                      |                                                                                                 |                         |                     |
| 51 | 5            | "Monster" "(Monstro)" (BR)                                                    | C. Kim Miles         | Zack Stentz                                                                                     | 1 de novembro de 2016   | 2.77                |
| Sem informar os outros, Caitlin visita sua mãe em sua empresa de pesquisa médica para que seus poderes sejam examinados. Enquanto isso, uma criatura gigantesca é vista nas ruas de Central City, mas desaparece antes que Barry possa enfrentá-la. Cisco começa a suspeitar ainda mais do recém-recrutado H.R. Wells quando ele não fornece muita ajuda na luta contra o monstro. Caitlin ataca brutalmente outro cientista com seus poderes quando ele planeja usá-la para seus próprios propósitos. Sua mãe consegue conversar com ela e a deixa ir embora. É revelado que o monstro é um holograma controlado por um garoto de 15 anos que quer espalhar o medo nas pessoas. Barry revela que o monstro é um holograma para impedir que os atiradores de polícia prejudiquem as pessoas da cidade, e impede Julian de atirar no garoto que controla o holograma, pois Julian acha que o menino é um meta-humano. Mais tarde, é revelado que H.R. não tem conhecimento técnico em tudo. Ele finalmente admite que é apenas um "homem de ideias" em sua empresa de tecnologia em sua Terra, e que se juntou ao time do Flash simplesmente para conseguir material para escrever um livro de romance. O time decide dar a ele uma chance de provar seu valor como assistente. Caitlin é informada por sua mãe que seus poderes estão crescendo e que ela precisa parar de usá-los imediatamente, ou sua condição se tornará irreversível. |              |                                                                               |                      |                                                                                                 |                         |                     |
| 52 | 6            | "Shade" "(Penumbra)" (BR)                                                     | JJ Makaro            | Emily Silver & David Kob                                                                        | 15 de novembro de 2016  | 3.01                |
| Quando Wally relata seus recentes sonhos em que ele é o Kid Flash, Barry revela o que aconteceu com ele durante o "Ponto de Ignição". Um meta-humano apelidado por H.R. de "Penumbra" aparece na cidade e mata um corretor. Caitlin revela seus poderes para Cisco e pede para ele "vibrá-la" para saber seu futuro. Então, Cisco "vibra" Caitlin e se vê lutando contra Nevasca, o que faz com que Caitlin decida ir embora para sempre. Alquimia começa a chamar Wally para ir até ele, então, o time o coloca nas celas do STAR Labs para manter sua própria segurança. Enquanto isso, Barry e os outros impedem o próximo ataque do Penumbra e o capturam usando algemas. Cisco conta para todos a verdade sobre Caitlin, e Barry, confidencialmente, confessa para ela que os poderes dela começaram porque ele criou o "Ponto de Ignição". Wally se voluntaria a levar o time até Alquimia para derrotarem o vilão e pararem suas memórias, que estão fisicamente o machucando. Barry, Joe e uma equipe da polícia localizam Alquimia e seus seguidores e os cercam. Outro velocista, que apenas Barry pode ver, os ataca de repente. Enquanto Barry luta com o velocista, Alquimia possui Wally e o faz tocar em sua arma de energia, o que o transforma em um casulo de cristal. Chamando-se de "Savitar", o velocista domina Barry e se prepara para esfaqueá-lo com suas garras. |              |                                                                               |                      |                                                                                                 |                         |                     |
| 53 | 7            | "Killer Frost" "(Nevasca)" (BR)                                               | Kevin Smith          | História por : Judalina Neira Roteiro por : Andrew Kreisberg & Brooke Roberts                   | 22 de novembro de 2016  | 2.95                |
| Ao invés de matar Barry, Savitar decide correr com ele por toda a cidade, fazendo-o de refém. Em seguida, os dois lutam e Savitar derruba Barry para demonstrar sua superioridade. Cisco e Caitlin chegam e salvam Barry, mas Savitar foge. Caitlin, agora mentalmente desequilibrada, interroga violentamente um dos seguidores de Alquimia no quartel-general da polícia. Então, ela sequestra Julian e o obriga a encontrar outros acólitos, a fim de encontrar Alquimia e fazer com que ele remova seus poderes. Barry e Cisco a localizam e a prendem no STAR Labs, mas o time se divide quando ela revela o papel de Barry na morte de Dante, quando criou o "Ponto de Ignição". Muito preocupado e desconsiderando as consequências, Joe tira Wally do casulo de cristal. Wally surge com poderes de velocidade incontroláveis e foge, em um estado confuso. Barry oferece sua vida a Caitlin em troca de sua liberdade em uma tentativa bem sucedida de restaurar sua sanidade e conseguir sua ajuda para cuidar de Wally. Joe e Barry localizam Wally e estabilizam sua condição com um soro que Caitlin criou, e Wally logo abraça suas novas habilidades. Julian obriga Barry a pedir demissão da polícia de Central City em troca de proteger Caitlin de ser presa por tê-lo sequestrado. Mais tarde, é revelado que Julian está involuntariamente trabalhando para Savitar como o Alquimia. |              |                                                                               |                      |                                                                                                 |                         |                     |
| 54 | 8            | "Invasion!" "(Invasão!)" (BR)                                                 | Dermott Downs        | História por : Greg Berlanti & Andrew Kreisberg Roteiro por : Aaron Helbing & Todd Helbing      | 29 de novembro de 2016  | 4.15                |
| Barry investiga uma queda de meteoro em Central City e acaba descobrindo que o "meteoro" é uma nave espacial, de onde alienígenas saem e se espalham pela cidade. Lyla diz ao time que os alienígenas, chamados de "Dominadores", já haviam pousado anteriormente na década de 1950, mas partiram misteriosamente. Precisando de ajuda, Barry junta o Time Arrow original, Thea, as Lendas, e Kara, a Supergirl, vinda da Terra-38. O time começa o treinamento em um hangar do STAR Labs, treinando contra Supergirl para se prepararem contra os alienígenas. Cisco encontra e revela uma mensagem de Barry enviada para Rip Hunter no futuro, o que expõe a alteração que Barry fez na linha do tempo e como isso afetou outros membros do time. Oliver e Kara tornam-se os únicos que ainda confiam em Barry. Os Dominadores sequestram o presidente. Kara lidera os outros no resgate do presidente, mas os Dominadores os atacam com um dispositivo de controle de mente. Os heróis, sendo controlados pelos Dominadores, retornam e atacam o STAR Labs. Enquanto Oliver e Wally os impedem, Barry atrai Kara para o dispositivo de controle de mente e a manipula para destruí-lo, o que liberta todos. O time decide confiar novamente em Barry. De repente, Sara, Ray, Diggle, Thea e Oliver são abduzidos antes que Barry possa impedir. Este episódio inicia um crossover que continua no episódio 8 da 5ª temporada de Arrow e se conclui no episódio 7 da 2ª temporada de Legends of Tomorrow.                                                                             |              |                                                                               |                      |                                                                                                 |                         |                     |
| 55 | 9            | "The Present" "(O Presente)" (BR)                                             | Rachel Talalay       | História por : Aaron Helbing & Todd Helbing Roteiro por : Lauren Certo                          | 6 de dezembro de 2016   | 3.14                |
| Barry pede ajuda a Jay Garrick para lutar contra Savitar. Os dois heróis localizam e derrotam Alquimia. Então, eles devolvem a arma de Alquimia para sua caixa, fazendo Savitar desaparecer antes que ele mate Jay. Ao descobrir que Julian é Alquimia, Barry revela sua própria identidade para ele para obter mais informações. Julian conta para Barry como ele encontrou uma Pedra Filosofal ao seguir uma visão de sua irmã morta, e também revela que tem tido apagões desde o ocorrido. Então, o time deduz que Alquimia estava possuindo Julian. Savitar se manifesta através de Cisco, usando visões de Dante para enganá-lo. Savitar luta contra Barry e Wally, mas Caitlin consegue convencer Cisco a fechar a caixa novamente. O time se comunica com Savitar através de Julian, que afirma que Barry, no futuro, irá aprisioná-lo. Ele também diz que uma pessoa do Time Flash irá traí-los, outro vai "cair", e um terceiro terá um destino pior do que a morte. Tentando acabar com a ameaça de Savitar, Barry e Jay jogam a caixa de Alquimia na Força de Aceleração, mas ao fazerem isso, Barry é arremessado para cinco meses no futuro, e testemunha Savitar matando Iris. Ao voltar para o presente, Jay aconselha Barry de que o futuro pode mudar a qualquer momento. O time dá um traje do Kid Flash para Wally. Julian devolve o emprego de Barry no laboratório, e Barry aluga um novo apartamento para ele e Iris. |              |                                                                               |                      |                                                                                                 |                         |                     |
| 56 | 10           | "Borrowing Problems from the Future" "(Problemas Emprestados do Futuro)" (BR) | Millicent Shelton    | Grainne Godfree & David Kob                                                                     | 24 de janeiro de 2017   | 2.68                |
| Barry têm pesadelos com o assassinato de Iris. Jared Morillo tenta realizar um roubo, mas é confrontado por Barry, que se lembra de um noticiário durante sua visita no futuro, quando ele captura Jared. A distração faz com que Jared Morillo domine Barry e fuja. H.R. inaugura o museu; mas ninguém comparece. Em um segundo confronto, Wally intervém e captura Jared Morillo, ganhando elogios de todos, exceto de Barry. Ele finalmente revela para todos o futuro que ele viu, menos para Joe. O time decide mudar o curso de outros eventos para impedir a morte de Iris. Usando Cisco, Barry acessa a memória do futuro, onde que as notícias revelam que o museu do STAR Labs fechará e Caitlin se tornará a Nevasca. Jared Morillo foge; e Barry decide mudar o primeiro evento, deixando Wally capturá-lo. Cisco reinaugura o museu, começando com uma exposição para alunos de uma escola. Caitlin convida Julian para se juntar ao time. Uma mulher misteriosa de outra Terra chega à procura de H.R. |              |                                                                               |                      |                                                                                                 |                         |                     |
| 57 | 11           | "Dead or Alive" "(Morto ou Vivo)" (BR)                                        | Harry Jierjian       | História por : Benjamin Raab & Deric A. Hughes Roteiro por : Zack Stentz                        | 31 de janeiro de 2017   | 3.06                |
| A mulher misteriosa, que é chamada de Cigana, é uma caçadora de recompensas com poderes de vibração semelhantes aos poderes de Cisco que pretende levar H.R. de volta para a Terra-19 para julgamento e execução, pois viagens inter-dimensionais são proibidas lá. Cisco exige um julgamento por combate, então, ela aceita. Barry e H.R. tentam armar uma armadilha para ela, mas são facilmente derrotados. Julian monta um plano para a Cisco, então, ele usa este plano para derrotá-la. Em vez de matá-la, ele a deixa voltar para a Terra-19, mas ela deixa claro que H.R. nunca pode voltar para lá, pois ela dirá que ela o matou. Enquanto isso, Iris, determinada a fazer um legado para si mesma, convence Wally a ajudá-la a capturar um traficante de armas. Enquanto ele vigia, ela confronta o traficante, aparentemente sem medo de morrer. Wally a salva. Joe fica com raiva e começa a suspeitar por causa da falta de medo dela. Barry diz para Wally de que ele precisa superá-lo como velocista, pois ele irá salvar Iris de Savitar. |              |                                                                               |                      |                                                                                                 |                         |                     |
| 58 | 12           | "Untouchable" "(Intocável)" (BR)                                              | Rob Hardy            | Brooke Roberts & Judalina Neira                                                                 | 7 de fevereiro de 2017  | 2.91                |
| Barry e Wally continuam o treinamento para que Wally consiga salvar Iris de Savitar. Eles apostam uma corrida e Barry ganha facilmente ao atravessar um edifício. Julian encontra o corpo de um homem deteriorado, que foi assassinado há apenas oito horas. Ele conta para Joe que, certamente, isso é obra de um meta-humano. O corpo é levado para o STAR Labs para ser investigado, onde Caitlin e Julian o vêem se transformando em cinzas. Iris confessa para Barry que está com medo de seu futuro. O meta-humano responsável pela desintegração do corpo que foi encontrado, ataca Joe. Então, é revelado que o meta-humano está atrás dos policiais que o prenderam no Ponto de Ignição. Barry ensina Wally a atravessar objetos, então, Wally usa esta habilidade para expor o meta-humano ao seu sangue e drenar seus poderes. Depois de saber da futura morte de Iris, Joe insiste para que todos sejam honestos com ele a partir de agora. Depois, enquanto pratica sua nova habilidade de atravessar objetos, Wally fica chocado ao ver Jesse chegar através de um portal. Então, Jesse diz que seu pai foi sequestrado por Grodd e levado para a Cidade Gorila. |              |                                                                               |                      |                                                                                                 |                         |                     |
| 59 | 13           | "Attack on Gorilla City" "(Ataque na Cidade Gorila)" (BR)                     | Dermott Daniel Downs | História por : Andrew Kreisberg Roteiro por : Aaron Helbing & David Kob                         | 21 de fevereiro de 2017 | 2.78                |
| Harrison Wells da Terra-2 é capturado enquanto corre pela floresta. Jesse explica que ele estava conduzindo uma expedição na Cidade Gorila, onde as pessoas da expedição foram emboscadas e mortas, enquanto Wells desapareceu. Barry se lembra que, no futuro, Central City será atacada por gorilas. Ele, Julian, Cisco e Caitlin vão para a Terra-2 para salvar Harrison Wells, mas são capturados por Grodd. Falando através de Harrison Wells, Grodd pede para Barry ajudá-lo a matar seu mestre, Solovar. Barry concorda em lutar com Solovar na arena pelas vidas dos outros e vence, mas se recusa a matá-lo. Grodd toma o controle da Cidade Gorila e prepara uma invasão na Terra-1. O time pede para Caitlin matar Cisco para que Grodd não consiga abrir um portal, mas ela se recusa. Barry finge estar morto e Grodd o tira de sua cela. Ele ressuscita e liberta os outros, então, eles voltam para a Terra-1. Jesse e seu pai se reencontram, e Wally e Jesse recomeçam seu relacionamento. Julian convida Caitlin para um encontro. Grodd monta seu exército, com Cigana, que teve lavagem cerebral, ao seu lado. |              |                                                                               |                      |                                                                                                 |                         |                     |
| 60 | 14           | "Attack on Central City" "(Ataque em Central City)" (BR)                      | Dermott Daniel Downs | História por : Todd Helbing Roteiro por : Benjamin Raab & Deric A. Hughes                       | 28 de fevereiro de 2017 | 2.87                |
| Harry e H.R. entram em conflito por causa de suas personalidades diferentes. Jesse diz para seu pai que pretende ficar na Terra-1 com Wally, o que Harry, inicialmente, tenta impedir. Harry domina Cigana quando ela embosca Cisco e Barry, então, o time percebe que Grodd e suas forças estão em Central City. Usando seus poderes, Cisco determina que os gorilas irão atacar o centro da cidade. Isso acaba sendo uma distração para que Grodd consiga tomar controle de um general do Exército. Barry começa a considerar que matar Grodd é a única maneira de pará-lo permanentemente e, também, a única maneira de mudar o futuro, mas Harry o encoraja a achar outro jeito. Tomando controle do general, Grodd tenta lançar um míssil nuclear na cidade. Barry impede o ataque, então, Grodd e seu exército de gorilas invadem a cidade. Cisco viaja até a Terra-19 para pedir a ajuda de Cigana. Os velocistas distraem os soldados enquanto Cisco e Cigana trazem Solovar para a Terra-1, que derrota Grodd e assume a liderança novamente. Todos os gorilas retornam para a Terra-2, menos Grodd, que é entregue para a A.R.G.U.S. Cisco recebe um beijo de Cigana, enquanto Barry pede Iris em casamento. Ao sair para comprar um jantar para Jesse, Wally é confrontado por Savitar. |              |                                                                               |                      |                                                                                                 |                         |                     |
| 61 | 15           | "The Wrath of Savitar" "(A Ira de Savitar)" (BR)                              | Alexandra La Roche   | Andrew Kreisberg & Andrew Wilder                                                                | 7 de março de 2017      | 2.52                |
| Wally continua a ter visões de Savitar, e, depois de uma briga física com ele, finalmente conta isso para o time. O time tenta questionar Savitar através de Julian, que novamente age como uma ligação. Savitar deixa dúvidas sobre se a Pedra Filosofal está realmente perdida na Força de Aceleração. Caitlin confessa que guardou uma parte da Pedra Filosofal, esperando usá-la para se livrar de seus poderes. Barry e o time descobrem que Savitar está preso na Força de Aceleração, mas Wally está em sua casa com Jesse quando os dois percebem isso. Wally, depois de ser confrontado por Savitar, que aparece como uma visão de sua mãe, rouba o fragmento da pedra do laboratório, cria um portal, e joga o fragmento na Força de Aceleração, acreditando que isto banirá Savitar para sempre. Barry chega no momento em que o portal suga Wally para dentro dele, prendendo-o na Força de Aceleração. Savitar, tendo manipulado Wally, sai da Força de Aceleração e luta com Barry, provocando e dizendo que não vai matá-lo antes que Barry veja Iris morrer diante de seus olhos. Barry consegue ferir Savitar usando sua mão vibrante para cortar a lâmina de seu braço, mas Savitar consegue fugir. |              |                                                                               |                      |                                                                                                 |                         |                     |
| 62 | 16           | "Into the Speed Force" "(Entrando na Força de Aceleração)" (BR)               | Gregory Smith        | Brooke Roberts & Judalina Neira                                                                 | 14 de março de 2017     | 2.39                |
| Sentindo-se responsável por tudo o que está acontecendo e sabendo que Wally está sofrendo dentro da Força de Aceleração, Barry planeja salvá-lo. O time consegue encontrar meios para monitorar os sinais de vida de Barry e tirá-lo da Força de Aceleração, se necessário. Cisco vibra Barry na Força de Aceleração, onde ele encontra manifestações de amigos e inimigos que sacrificaram suas vidas anteriormente: Eddie Thawne, Ronnie Raymond, e Leonard Snart. Menos compreensivos do que antes, eles dão avisos para Barry para que ele entenda qual é o verdadeiro sacrifício e que ele é quem deve salvar Iris no futuro. Então, Barry é confrontado por seu ex-inimigo, Hunter Zolomon, e o derrota. Jay Garrick, que foi chamado por Cisco, se junta a Barry dentro da Força de Aceleração e se voluntaria a tomar o lugar de Wally para que Barry e Wally possam fugir. Enquanto isso, Jesse, que quer vingança contra Savitar, usa o fragmento da armadura para localizar e enfrentar Savitar sozinha. Com ajuda de H.R., ela consegue ferir o vilão, apunhalando-o com o fragmento em um ponto fraco em sua armadura, mas Savitar consegue fugir. Mais tarde, Jesse decide ir para a Terra-3 para protegê-la, até que o time consiga libertar Jay da Força de Aceleração. Barry diz para Iris que, mesmo que ele a ame, admite que a pediu em casamento por motivos errados e sugere que eles fiquem um tempo separados um do outro. |              |                                                                               |                      |                                                                                                 |                         |                     |
| 63 | 17           | "Duet" "(Dueto)" (BR)                                                         | Dermott Daniel Downs | História por : Greg Berlanti & Andrew Kreisberg Roteiro por : Aaron Helbing & Todd Helbing      | 21 de março de 2017     | 2.71                |
| J'onn J'onzz e Mon-El chegam na Terra-1 com Kara, que está em coma. O Maestro da Música ataca e coloca Barry em um coma semelhante ao de Kara. Ele acorda em um mundo musical e encontra Kara. O Maestro diz para eles que, se conseguirem terminar o roteiro, conseguirão voltar para o mundo real. Barry e Kara são obrigados a trabalhar como cantores em uma boate gerenciada por Malcolm Merlyn, onde Winn trabalha como pianista, Cisco trabalha como garçom, e Martin Stein e Joe são dois gângsteres inimigos de Malcolm. Barry e Kara encontram o filho de Malcolm, Mon-El, e a filha de Martin Stein e Joe, Iris, em um relacionamento proibido. Kara e Barry convencem os dois a revelar o amor que sentem um pelo outro, o que ajuda Barry e Kara a perceberem seus próprios erros. Mais tarde, Malcolm, Martin e Joe decidem iniciar uma guerra entre si. Barry e Kara são baleados no tiroteio, mas o verdadeiro Cisco vibra Mon-El e Iris até o mundo musical para salvá-los, o que faz Barry e Kara admitirem o amor que sentem por Iris e Mon-El. Eles acordam no STAR Labs, e o Maestro da Música revela que apenas queria que eles percebessem o amor que sentem. O time de Kara volta para a Terra-38; e Barry e Iris reatam seu relacionamento. Ele pede Iris em casamento novamente, então, ela aceita. Este episódio é um crossover com Supergirl. |              |                                                                               |                      |                                                                                                 |                         |                     |
| 64 | 18           | "Abra Kadabra" "(Abra Kadabra)" (BR)                                          | Nina Lopez-Corrado   | História por : Andrew Kreisberg Roteiro por : Brooke Roberts & David Kob                        | 28 de março de 2017     | 2.39                |
| Abra Kadabra, um criminoso do século 64, chega em Central City e rouba várias empresas de tecnologia, matando dois guardas. Cigana retorna em busca de Abra Kadabra, para se vingar dele por ter matado seu parceiro. Abra Kadabra oferece a identidade de Savitar para o time em troca de sua liberdade. Contra a vontade de Cigana, Joe, que está desesperado, solta Abra Kadabra, que foge para a cápsula do tempo de Eobard Thawne depois que Cigana não consegue pará-lo, e recupera uma fonte de energia. Abra Kadabra desencadeia uma explosão que deixa Caitlin gravemente ferida. Recusando-se a tirar o colar que suprime seus poderes, mesmo que isso possa salvar sua vida, Caitlin pede para Julian fazer uma cirurgia nela seguindo suas orientações. Abra Kadabra tenta voltar para o século 64 usando a tecnologia roubada para construir sua própria máquina do tempo, mas é impedido pelo time, com a ajuda de Cigana. Barry percebe que a única maneira de salvar a vida de Iris é viajando para o futuro. Mais tarde, Caitlin, ainda em recuperação, perde a consciência e tem uma convulsão, o que faz com que seus sinais vitais abaixem. Julian, que fica perturbado, tira o colar de seu pescoço, fazendo com que seus sinais vitais voltem ao normal, pois seus ferimentos curam rapidamente. Ela acorda, mas com a aparência de Nevasca, e desaparece em uma nuvem de gelo. |              |                                                                               |                      |                                                                                                 |                         |                     |
| 65 | 19           | "The Once and Future Flash" "(O Único e Eterno Flash)" (BR)                   | Tom Cavanagh         | Carina Adly MacKenzie                                                                           | 25 de abril de 2017     | 2.67                |
| Caitlin destrói o colar e foge. Barry viaja até 2024, onde ele descobre que Cisco perdeu seus poderes depois que Caitlin, que se aliou a Savitar, destruiu as mãos de Cisco; H.R. se tornou um escritor de sucesso; Julian trabalha em Iron Heights, onde cuida de Caitlin; Wally sofreu uma paralisia após ter sua coluna quebrada; Joe está deprimido e amargo; o Barry do futuro é um solitário que se esconde no STAR Labs; e, em sua ausência, Sam Scudder e Rosalind Dillon tomaram o poder de Central City. Barry não consegue descobrir a identidade de Savitar. Em segredo, Cisco usa um dispositivo para impedir Barry de voltar para o passado, esperando que ele coloque as coisas nos lugares certos. Barry junta Julian, Joe e H.R., e reúne o Time Flash. Sam Scudder e Rosalind Dillon dominam Barry com seus poderes, mas, após ouvi-lo, o Barry do futuro usa o dispositivo de Cisco para anular as habilidades dos vilões, ajudando Barry a capturá-los. O Barry do futuro dá informações sobre uma armadilha da Força de Aceleração para Barry, dizendo para encontrar uma física chamada Tracy Brand, que desenvolveu a armadilha quatro anos após a morte de Iris. No presente, Nevasca se encontra com Savitar, que oferece para ela a chance de eliminar Caitlin para sempre. Ela fica relutante, o que faz Savitar revelar sua identidade para ela. |              |                                                                               |                      |                                                                                                 |                         |                     |
| 66 | 20           | "I Know Who You Are" "(Eu Sei Quem Você É)" (BR)                              | Hanelle Culpepper    | Bronwen Clark & Joshua V. Gilbert                                                               | 2 de maio de 2017       | 2.69                |
| Barry, Cisco e H.R. visitam Tracy Brand para pedir ajuda para fazer uma armadilha para Savitar; eles são impedidos por Nevasca, que tenta matar Tracy, mas é derrotada, fazendo-a fugir. Tracy vai para o STAR Labs com o Time Flash, onde eles mostram para ela seu futuro. Mais tarde, Nevasca decide sequestrar a namorada de Joe, Cecile, e exige Tracy em troca. O plano de Nevasca fracassa, o que leva a uma batalha entre ela e Cisco. Ao ser derrotada, Cisco extrai um pouco de seu sangue, a fim de fazer uma cura para seus poderes. Então, Nevasca é levada por Savitar. Mais tarde, Tracy, inspirada nos eventos, planeja construir uma armadilha para Savitar, enquanto Barry tem uma revelação sobre a identidade de Savitar, e corre pela cidade para confrontá-lo. Enquanto isso, Joe admite seu amor por Cecile e conta para ela sobre os alter-egos de Barry e Wally. H.R. começa a ter sentimentos por Tracy. Savitar confirma a nova suposição de Barry, e revela ser um Barry Allen do futuro. |              |                                                                               |                      |                                                                                                 |                         |                     |
| 67 | 21           | "Cause and Effect" "(Causa e Efeito)" (BR)                                    | David McWhirter      | Judalina Neira & Lauren Certo                                                                   | 9 de maio de 2017       | 2.71                |
| Savitar explica que é um remanescente do tempo de Barry, criado por ele no futuro, enquanto lutava com Savitar. Depois de ter sido ignorado pelo Time Flash, o remanescente do tempo ficou deprimido e voltou no tempo, tornando-se Savitar. Ele explica que precisa matar Iris para que Barry seja forçado a criá-lo no futuro. Cisco propõe impedir Barry de criar novas memórias para que Savitar não se lembre de nenhuma de suas estratégias, mas alguns erros de cálculo fazem com que Barry perca a memória. Savitar também perde todas as suas memórias, o que faz com que os poderes de Wally desapareçam, já que Savitar nunca deu os poderes para ele. Um piromaníaco chamado Lucious Coolidge é solto da prisão por causa da incapacidade de Barry de testemunhar corretamente no tribunal. Nevasca ajuda Cisco e Julian a encontrar uma maneira de recuperar as memórias de Barry, fazendo com que Savitar também recupere. Quando Lucious Coolidge inicia um incêndio, Iris ajuda Barry a recuperar suas memórias a tempo de parar o incêndio com a ajuda de Wally. Tracy e H.R. desenvolvem um romance. Então, ela mostra para o time a armadilha da Força de Aceleração completa, que requer uma grande quantidade de energia. Na cena final, é mostrado uma sala que tem alguma tecnologia alienígena dos Dominadores, assim como o Tubarão-Rei. |              |                                                                               |                      |                                                                                                 |                         |                     |
| 68 | 22           | "Infantino Street" "(Rua Infantino)" (BR)                                     | Michael Allowitz     | História por : Andrew Kreisberg Roteiro por : Grainne Godfree                                   | 16 de maio de 2017      | 2.48                |
| Faltando 24 horas para a morte de Iris, o Time Flash descobre que existe apenas uma única fonte de energia que pode fazer a "Bazuca da Força de Aceleração" funcionar, que é uma forma de tecnologia dos Dominadores que foi recuperada, e está localizada em uma instalação da Argus. Barry e Cisco pedem a fonte de energia para Lyla, mas ela se recusa a entregá-la por causa de sua desconfiança em relação a Barry por ele ter criado o Ponto de Ignição. Então, Barry visita Leonard Snart em 1892, quando ele estava viajando com as Lendas, e o recruta para ajudá-lo a invadir a Argus e roubar o dispositivo. Ao fazerem isso, os agentes da Argus capturam Barry e Snart, mas Lyla, vendo a bondade nas ações de Barry, deixa Barry pegar o dispositivo. Snart aconselha Barry a usar sua bondade para derrotar Savitar. Tracy decide se juntar ao time. Cisco tem uma visão de sua batalha com Nevasca e sai para lutar com ela. Savitar quebra a perna de Wally. Barry usa a "Bazuca da Força de Aceleração" em Savitar, mas a arma falha, pois Savitar está com a Pedra Filosofal. Então, Savitar mata Iris e foge. |              |                                                                               |                      |                                                                                                 |                         |                     |
| 69 | 23           | "Finish Line" "(Linha de Chegada)" (BR)                                       | David McWhirter      | Aaron Helbing & Todd Helbing                                                                    | 23 de maio de 2017      | 3.04                |
| É revelado que H.R. trocou de lugar com Iris, o que levou à sua morte. Savitar sequestra Cisco e o obriga a reconstruir a Bazuca como um empunhador quântico interdimensional, para que Savitar possa criar fragmentos de si mesmo para ser dispersado por todo o tempo e se proteger do paradoxo. Barry tenta convencer Savitar de que ele pode ser salvo. Savitar volta para o STAR Labs, destrói o local com a Pedra Filosofal, e ordena que Caitlin mate Cisco, mas Cigana impede. Savitar e Caitlin abrem um portal para a Força de Aceleração; o Flash Negro aparece e ataca Savitar, mas Caitlin o impede com seus poderes. Savitar tenta executar seu plano, mas é revelado que, na verdade, Cisco reconstruiu a Bazuca como uma chave-mestra para libertar Jay da prisão da Força de Aceleração. Barry, Wally e Jay tentam capturar Savitar, enquanto Cisco e Cigana enfrentam Caitlin. Cisco convence Caitlin a se tornar uma boa pessoa. Barry atravessa Savitar e destrói seu traje. Então, Savitar é baleado por Iris, o que o apaga da existência. Enquanto o Time Flash lamenta a morte de H.R., Caitlin decide não usar a cura de Julian e resolve se afastar do time para encontrar seu próprio propósito. Uma enorme tempestade aparece em Central City, criada pela prisão da Força de Aceleração, que agora está vazia e se tornou instável, pois não tem mais nenhum ocupante. Barry explica que precisa aceitar sua punição por ter criado o Ponto de Ignição e entra na prisão da Força de Aceleração, deixando Central City sob os cuidados de Wally e do time. |              |                                                                               |                      |                                                                                                 |                         |                     |

## Elenco e personagens
| - Grant Gustin como Barry Allen / Flash e Sativar - Candice Patton como Iris West - Danielle Panabaker como Caitlin Snow / Nevasca - Carlos Valdes como Cisco Ramon / Vibro - Keiynan Lonsdale como Wally West / Kid Flash - Tom Cavanagh como Harrison Wells - Jesse L. Martin como Joe West | - Tom Felton como Julian Albert / Alquimia - Tobin Bell como voz do Alquimia e Sativar - John Wesley Shipp como Henry Allen e Jay Garrick / Flash - Violett Beane como Jesse Chambers Wells / Jessie Quick - Danielle Nicolet como Cecile Horton - Jessica Camacho como Cynthia / Cigana - Anne Dudek como Tracy Brand |

### Convidados
- Alex Désert como Julio Mendez[34]
- Matt Letscher como Eobard Thawne / Flash Reverso[25]
- Todd Lasance como Edward Clariss / Rival[35]
- Michelle Harrison como Nora Allen[25]
- Emily Bett Rickards como Felicity Smoak[36]
- Joey King como Frances "Frankie" Kane / Magenta[37]
- Ashley Rickards como Rosalind "Rosa" Dillon[38]
- Grey Damon como Sam Scudder / Mirror Master[39]
- Wentworth Miller como Leonard Snart / Capitão Frio[40]
- Patrick Sabongui como David Singh[41]
- Susan Walters como Carla Tannhauser[42]
- Mike McLeod como Shade[43]
- Greg Grunberg como Tom Patterson[44]
- Audrey Marie Anderson como Lyla Michaels[45]
- Brandon Routh como Ray Palmer / Átomo[45]
- Caity Lotz como Sara Lance / Canário Branco[45]
- David Ramsey como John Diggle / Espartano[45]
- Dominic Purcell como Mick Rory / Onda Térmica[45]
- Donnelly Rhodes como "Glasses"[46]
- Franz Drameh como Jefferson Jackson / Nuclear[45]
- Melissa Benoist como Kara Danvers / Kara Zor-El / Supergirl[47]
- Stephen Amell como Oliver Queen / Arqueiro Verde[45]
- Victor Garber como Martin Stein / Nuclear[45]
  - Garber também interpreta um gangster sem nome na realidade alternaiva em "Duet" [48]
- Willa Holland como Thea Queen / Speedy[45]
- Christina Brucato como Lily Stein[49]
- Mark Hamill como Trapaceiro[50]
- Stephen Huszar como Jared Morillo / Plunder[51]
- Andrea Brooks como Eve Teschmacher[52]
- Matthew Kevin Anderson como Clive Yorkin[53]
- David Sobolov como a voz de Grodd[54]
- Keith David como a voz de Solovar[55]
- Rick Cosnett como Eddie Thawne[56]
- Robbie Amell como Ronnie Raymond[57]
- Chris Wood como Mon-El[58]
  - Wood também interpreta Tommy na realidade alternaiva em "Duet"[48]
- Darren Criss como Maestro de Música[59]
- David Harewood como J'onn J'onzz / Caçador de Marte[58]
- Jeremy Jordan como Grady[60]
- John Barrowman como Cutter Moran[48]
- David Dastmalchian como Abra Kadabra[61]

## Produção

### Desenvolvimento
Em março de 2016, o presidente da The CW, Mark Pedowitz, anunciou que The Flash foi renovado para uma terceira temporada, que foi inicialmente relatado para receber uma ordem de 22 episódios. No entanto, o escritor Brian Ford Sullivan esclareceu naquele mês de agosto que haveria 23 episódios. Andrew Kreisberg, Aaron e Todd Helbing atuaram como showrunners da temporada, enquanto Zack Stentz, que escreveu o episódio da 2ª temporada "The Runaway Dinosaur", juntou-se como produtor consultor. Ele anunciou sua saída da série em 1 de fevereiro de 2017, e Aaron Helbing saiu em maio de 2017.

### Roteiro
Em junho de 2016, Grant Gustin confirmou que a estreia da temporada seria intitulada "Flashpoint" e adaptaria elementos do enredo dos quadrinhos de mesmo nome que mostrava Barry Allen viajando no tempo para salvar sua mãe de ser assassinada, criando uma nova linha do tempo no processo, embora mais tarde ele tenha notado que "Definitivamente estamos fazendo isso [Flashpoint] do nosso próprio jeito ... Isso será seu próprio." Gustin também revelou que a linha do tempo "Flashpoint" da série não duraria por toda a terceira temporada, mas que haveria "ramificações permanentes".

### Escolha do elenco
Os membros do elenco principal Grant Gustin, Candice Patton, Danielle Panabaker, Carlos Valdes, Jesse L. Martin e Keiynan Lonsdale voltaram das temporadas anteriores como Barry Allen / Flash, Iris West, Caitlin Snow, Cisco Ramon, Joe West, e Wally West respectivamente. Gustin também interpretou Savitar, o grande mal da temporada. Tom Cavanagh também voltou como regular, retratando o Harrison Wells da Terra-19, que atende por "H.R". Ele também retratou, em uma capacidade menos proeminente, "Harry" Wells da Terra-2, e várias versões de universo paralelo de Wells como Camafeus: um campestre de uma Terra não especificada, os Wells da Terra-17 e um mímico de língua francesa de outra Terra. Tom Felton se juntou ao elenco como Julian Albert, um colega investigador da cena do crime no Departamento de Polícia de Central City. O personagem era originalmente conhecido como Julian Dorn, e serve como a versão da série de Doutor Alquimia.
Rick Cosnett, que interpretou Eddie Thawne como regular durante a 1ª temporada, foi confirmado para fazer uma aparição especial na segunda parte da temporada, sem detalhes adicionais fornecidos sobre seu retorno. Mais tarde, foi revelado que ele estaria interpretando a versão de Eddie da Força de Aceleração.

### Design
Efeitos práticos e roupas para Savitar foram criados por Legacy Effects. Kreisberg observou: "As luzes do corpo do traje eram todas práticas, o que eu acho que foi uma das partes mais difíceis do processo. Uma luz se apagava e ... Oh, Deus, estaríamos ferrados!" O assassino O traje de geada visto na terceira temporada difere substancialmente daquele visto na segunda temporada; enquanto a versão anterior era simplesmente calças de couro e uma jaqueta, esta inclui meia arrastão, botas de cano alto e uma capa. A temporada apresenta Wally West como Kid Flash, e o traje foi desenhado para parecer exatamente como nos quadrinhos. O traje Flash de Barry Allen de 2024 foi projetado para parecer mais elegante e adequado do que o traje atual de Barry e, adicionalmente, apresenta um cinto amarelo mais proeminente.

### Filmagens
A produção da temporada começou em 6 de julho de 2016 em Vancouver. O episódio "The Once and Future Flash" marcou o retorno de Tom Cavanagh à direção após uma década; ele dirigiu anteriormente três episódios da série de TV Ed (2000–2004). Produção concluída em 22 de abril de 2017.

### Música
Todas as músicas compostas por Blake Neely.
| Lista de faixas de The Flash: Season 2 (Original Television Soundtrack) |                                         |         |  |
| N.º                                                                     | Título                                  | Duração |  |
| 1.                                                                      | "Rival Attacks Kid Flash"               | 1:21    |  |
| 2.                                                                      | "Asking Him to Kill"                    | 2:38    |  |
| 3.                                                                      | "Showdown at the Sawmill"               | 2:17    |  |
| 4.                                                                      | "Problems With Flashpoint"              | 2:08    |  |
| 5.                                                                      | "Jumpstart Your Powers"                 | 1:50    |  |
| 6.                                                                      | "Training Jessie"                       | 1:27    |  |
| 7.                                                                      | "H.R. Wells"                            | 2:27    |  |
| 8.                                                                      | "Monster"                               | 2:36    |  |
| 9.                                                                      | "Wanted to Be a Scientist"              | 2:47    |  |
| 10.                                                                     | "Confronting Alchemy / Meeting Savitar" | 3:39    |  |
| 11.                                                                     | "Best Team-Up Ever / Things Got Worse"  | 1:50    |  |
| 12.                                                                     | "Invasion"                              | 4:04    |  |
| 13.                                                                     | "Watching Iris Die"                     | 1:26    |  |
| 14.                                                                     | "I Ran to the Future"                   | 2:00    |  |
| 15.                                                                     | "Barry Tells Iris Her Fate"             | 3:02    |  |
| 16.                                                                     | "Not Vibing With Gypsy"                 | 3:16    |  |
| 17.                                                                     | "Attack on Gorilla City"                | 4:17    |  |
| 18.                                                                     | "Not Afraid to Die"                     | 2:57    |  |
| 19.                                                                     | "Grodd Fights Solovar"                  | 2:21    |  |
| 20.                                                                     | "The Wrath of Savitar"                  | 2:52    |  |
| 21.                                                                     | "Jay Sacrifices for Wally"              | 2:12    |  |
| 22.                                                                     | "Abra Kadabra Is No Help"               | 2:48    |  |
| 23.                                                                     | "Killer Frost"                          | 3:44    |  |
| 24.                                                                     | "The Real Savitar"                      | 3:10    |  |
| 25.                                                                     | "Infantino Street"                      | 3:18    |  |
| 26.                                                                     | "Traded Places"                         | 5:15    |  |
| 27.                                                                     | "Barry's Sacrifice"                     | 4:18    |  |
| Duração total:                                                          | Duração total:                          | 1:17:10 |  |

### Ligações com o Universo Arrow
Durante a terceira temporada, The Flash fez parte da série "Invasion!" evento de crossover com Arrow e Legends of Tomorrow. O evento também viu Melissa Benoist reprisando seu papel como Kara Danvers / Supergirl de Supergirl. Andrea Brooks, que interpreta  Eve Teschmacher em Supergirl, reprisou brevemente seu papel no episódio "Dead or Alive". O episódio "Star-Crossed" da Supergirl termina com Maestro de Música (Darren Criss) hipnotizando Kara na Terra-38 e fugindo para a Terra-1 para fazer o mesmo com Barry, iniciando assim os eventos do episódio "Duet" da 3ª temporada de The Flash. Benoist voltou como Kara, assim como os regulares da Supergirl, Chris Wood, David Harewood e Jeremy Jordan, junto com o regular Victor Garber de Legends of Tomorrow e o ex-regular do Arrow, John Barrowman.

## Marketing
Em julho de 2016, os membros do elenco, bem como os produtores executivos Todd Helbing e Aaron Helbing compareceram à San Diego Comic-Con para promover a temporada, onde o primeiro trailer da temporada foi lançado. O trailer mostrou as primeiras imagens de Lonsdale como Kid Flash, Rival e Doutor Alquimia. Um teaser promocional intitulado "Time Strikes Back" foi lançado em 23 de agosto de 2016, apresentando John Wesley Shipp como Jay Garrick falando com Barry. O pôster oficial da temporada foi lançado em 20 de setembro de 2016, estrelado por Grant Gustin como Barry Allen, ostentando o icônico terno vermelho brilhante do Flash com o slogan: "Novos destinos. Novos perigos".
Em setembro de 2016, The CW lançou a promoção "Superhero Fight Club 2.0" para promover o início da temporada 2016-17 com a adição de Supergirl à sua programação, bem como seu novo aplicativo móvel, onde a promoção poderia ser vista com exclusividade inicialmente . O novo Superhero Fight Club vê Arqueiro Verde, Flash, Átomo, Nuclear, Canário Branco e Supergirl enfrentando um novo simulador de luta criado por Cisco Ramon e Felicity Smoak, enquanto Diggle e Caçador de Marte observam. Após derrotar o simulador, Cisco libera Grodd na arena para os heróis enfrentarem.
A empresa de análise ListenFirst Media determinou que o The Flash conquistou o sétimo maior engajamento do usuário entre os programas de transmissão, com 7,52 milhões de engajamentos totais de 1 de maio a 30 de agosto de 2016. ListenFirst analisou o crescimento dos fãs, respostas e volume de conversas no Facebook, Instagram, Tumblr e Google+.

## Lançamento

### Exibição
A temporada começou a ser exibida em 4 de outubro de 2016, no The CW nos Estados Unidos, e terminou terminou em 23 de maio de 2017.

### Mídia doméstica
A temporada foi lançada em Blu-ray e DVD na Região 1 em 5 de setembro de 2017.
| The Flash: The Complete Third Season | | | | | |
| Detalhes do DVD | Detalhes do DVD | Detalhes do DVD | Características Especiais | Características Especiais | Características Especiais |
| - 23 episódios - Conjunto de 6 discos DVD / 4 discos Blu-ray - Inglês (Dolby Digital 5.1 Surround) - Legendas em inglês, espanhol e francês - Legendas: Inglês | - 23 episódios - Conjunto de 6 discos DVD / 4 discos Blu-ray - Inglês (Dolby Digital 5.1 Surround) - Legendas em inglês, espanhol e francês - Legendas: Inglês | - 23 episódios - Conjunto de 6 discos DVD / 4 discos Blu-ray - Inglês (Dolby Digital 5.1 Surround) - Legendas em inglês, espanhol e francês - Legendas: Inglês | - Painel da Comic-Con 2016 - Cenas deletadas - Gag Reel - Featurettes - Uma conversa com Andrew Kreisberg e Kevin Smith - Um Flash no Tempo: Viagem no Tempo no Universo The Flash - Escola de Vilões: The Flash Rogues - Aliado: O Complexo de Invasão (The Flash) - Ascensão da Cidade do Gorila - The Flash: Sou Seu Super Amigo - The Flash: Alcançando a Nota Rápida - Harmonia em um Flash - Sincronicidade em um Flash | - Painel da Comic-Con 2016 - Cenas deletadas - Gag Reel - Featurettes - Uma conversa com Andrew Kreisberg e Kevin Smith - Um Flash no Tempo: Viagem no Tempo no Universo The Flash - Escola de Vilões: The Flash Rogues - Aliado: O Complexo de Invasão (The Flash) - Ascensão da Cidade do Gorila - The Flash: Sou Seu Super Amigo - The Flash: Alcançando a Nota Rápida - Harmonia em um Flash - Sincronicidade em um Flash | - Painel da Comic-Con 2016 - Cenas deletadas - Gag Reel - Featurettes - Uma conversa com Andrew Kreisberg e Kevin Smith - Um Flash no Tempo: Viagem no Tempo no Universo The Flash - Escola de Vilões: The Flash Rogues - Aliado: O Complexo de Invasão (The Flash) - Ascensão da Cidade do Gorila - The Flash: Sou Seu Super Amigo - The Flash: Alcançando a Nota Rápida - Harmonia em um Flash - Sincronicidade em um Flash |
| Datas de lançamento | | | | | |
| Região 1 | Região 1 | Região 2 | Região 2 | Região 4 | Região 4 |
| 5 de setembro de 2017 | 5 de setembro de 2017 | 11 de setembro de 2017 | 11 de setembro de 2017 | 6 de setembro de 2017 | 6 de setembro de 2017 |
| Datas de lançamento em BluRay | | | | | |
| Região A | Região A | Região A | Região B | Região B | Região B |
| 5 de setembro de 2017 | 5 de setembro de 2017 | 5 de setembro de 2017 | 11 de setembro de 20177 | 11 de setembro de 20177 | 11 de setembro de 20177 |

## Recepção

### Audiência
| №  | Título                               | Exibição original       | Rating/share (18–49) | Audiência (em milhões) | DVR (18–49) | Audiência em DVR (milhões) | Total (18–49) | Audiência total (em milhões) |
| -- | ------------------------------------ | ----------------------- | -------------------- | ---------------------- | ----------- | -------------------------- | ------------- | ---------------------------- |
| 1  | "Flashpoint"                         | 4 de outubro de 2016    | 1.3/5                | 3.17                   | 0.8         | 1.89                       | 2.1           | 5.06                         |
| 2  | "Paradox"                            | 11 de outubro de 2016   | 1.1/4                | 2.80                   | 0.7         | 1.92                       | 1.8           | 4.72                         |
| 3  | "Magenta"                            | 18 de outubro de 2016   | 1.0/4                | 2.67                   | 0.9         | 2.00                       | 1.9           | 4.67                         |
| 4  | "The New Rogues"                     | 25 de outubro de 2016   | 1.0/3                | 2.80                   | 0.9         | 1.91                       | 1.9           | 4.71                         |
| 5  | "Monster"                            | 1 de novembro de 2016   | 1.0/3                | 2.77                   | 0.9         | 2.01                       | 1.9           | 4.78                         |
| 6  | "Shade"                              | 15 de novembro de 2016  | 1.2/4                | 3.01                   | 0.9         | 2.06                       | 2.1           | 5.07                         |
| 7  | "Killer Frost"                       | 22 de novembro de 2016  | 1.1/4                | 2.95                   | 0.8         | 1.99                       | 1.9           | 4.93                         |
| 8  | "Invasion!"                          | 29 de novembro de 2016  | 1.5/5                | 4.15                   | 0.9         | 2.17                       | 2.4           | 6.31                         |
| 9  | "The Present"                        | 6 de dezembro de 2016   | 1.2/4                | 3.14                   | 0.8         | 1.80                       | 2.0           | 4.94                         |
| 10 | "Borrowing Problems From the Future" | 24 de janeiro de 2017   | 1.0/3                | 2.72                   | 0.8         | 1.92                       | 1.8           | 4.64                         |
| 11 | "Dead or Alive"                      | 31 de janeiro de 2017   | 1.1/4                | 3.06                   | 0.7         | 1.64                       | 1.8           | 4.71                         |
| 12 | "Untouchable"                        | 7 de fevereiro de 2017  | 1.1/4                | 2.91                   | 0.7         | 1.68                       | 1.8           | 4.59                         |
| 13 | "Attack on Gorilla City"             | 21 de fevereiro de 2017 | 1.0/4                | 2.78                   | 0.9         | 1.96                       | 1.9           | 4.75                         |
| 14 | "Attack on Central City"             | 28 de fevereiro de 2017 | 1.1/4                | 2.87                   | 0.8         | 1.81                       | 1.9           | 4.68                         |
| 15 | "The Wrath of Savitar"               | 7 de março de 2017      | 0.9/3                | 2.52                   | 0.7         | 1.71                       | 1.6           | 4.23                         |
| 16 | "Into the Speed Force"               | 14 de março de 2017     | 0.9/3                | 2.39                   | 0.7         | 1.70                       | 1.6           | 4.10                         |
| 17 | "Duet"                               | 21 de março de 2017     | 1.0/4                | 2.71                   | 0.8         | 1.88                       | 1.8           | 4.59                         |
| 18 | "Abra Kadabra"                       | 28 de março de 2017     | 0.9/3                | 2.39                   | 0.7         | 1.67                       | 1.6           | 4.06                         |
| 19 | "The Once and Future Flash"          | 25 de abril de 2017     | 1.0/4                | 2.67                   | 0.9         | 1.90                       | 1.9           | 4.57                         |
| 20 | "I Know Who You Are"                 | 2 de maio de 2017       | 1.0/4                | 2.69                   | 0.8         | 1.77                       | 1.8           | 4.46                         |
| 21 | "Cause and Effect"                   | 9 de maio de 2017       | 1.0/4                | 2.71                   | 0.9         | 1.92                       | 1.9           | 4.63                         |
| 22 | "Infantino Street"                   | 16 de maio de 2017      | 0.9/4                | 2.48                   | 0.9         | 1.94                       | 1.8           | 4.42                         |
| 23 | "Finish Line"                        | 23 de maio de 2017      | 1.1/5                | 3.04                   | 0.8         | 1.82                       | 1.9           | 4.86                         |

A estreia da temporada foi assistida por 3,17 milhões de pessoas e teve uma avaliação de 1,3 de demonstração, ligeiramente abaixo da estreia da segunda temporada e no mesmo nível de seu final da segunda temporada. O episódio de crossover de The Flash, "Invasion!", Teve uma audiência da terceira temporada de 4,15 milhões de espectadores, que foi a maior do programa desde 9 de dezembro de 2014, e uma classificação de 18-49 na terceira temporada, a mais alta desde 16 de fevereiro, 2016. A terceira temporada terminou como o 120º programa classificado, com uma audiência média de 3,50 milhões. No Canadá, a temporada foi a 9ª série mais assistida no grupo demográfico de 18–49, 8ª entre adultos de 18–34 e 14ª entre adultos de 25–54 da temporada de televisão de 2016–17.
Em 2016, de acordo com uma análise da Parrot Analytics, que usou dados de classificação (quando disponíveis), compartilhamento ponto a ponto, bate-papo em mídia social e outros fatores para estimar a demanda do espectador por vários programas, o Flash foi o quinto programa mais popular no mundo com 3,1 milhões de expressões de demanda por dia, por trás de Game of Thrones, The Walking Dead, Pretty Little Liars e Westworld. De janeiro a julho de 2017, The Flash foi o 7º programa mais popular do mundo, com 5,47 milhões de expressões de demanda por dia. Parrot Analytics também notou que a popularidade do programa não diminuiu durante a entressafra do verão de 2017, dizendo "É consistentemente popular, semelhante a Game of Thrones, e parece estar crescendo em popularidade."

### Resposta Crítica
A avaliação do site Rotten Tomatoes deu para a temporada um índice de 85% de aprovação dos críticos e com uma classificação média de 7,14/10 baseado em baseado em 23 comentários. O consenso do site disse: "Tomando sua virada mais envolvente e emocionalmente ressonante até hoje, The Flash muda o foco em sua terceira temporada, passando do grandioso e bizarro para os personagens que habitam seu universo central - tudo enquanto permanece cheio de ação, engraçado , e dramático." O Metacritic, que usa uma média ponderada, atribuiu uma pontuação de 80/100 com base em comentários de 4 críticos, indicando "críticas geralmente favoráveis".
Jesse Schedeen do IGN avaliou a temporada de 7,8 de 10, dizendo: "The Flash encontrou muitos redutores de velocidade na 3ª temporada, mas um final forte ajudou a série a perseverar no final." Carla Day do Collider elogiou o final da temporada, classificando-o com quatro estrelas em cinco, mas deu à temporada inteira uma classificação de três estrelas. JC Maçek III do PopMatters avaliou a temporada 7 de 10, dizendo: "Quando o show tropeça, o arco geral da história da temporada mantém as coisas acontecendo e nos mantém interessados [...] O show continua interessante e divertido - sem sendo muito leve - para sustentar mais uma temporada e outro momento de angústia."

### Prêmios e Indicações
The Flash foi classificado em 8º lugar na lista dos principais programas de TV de 2016 do The Salt Lake Tribune. Recursos de quadrinhos chamados "Flashpoint" e "Invasion!" como o 7º e 16º, respectivamente, melhores episódios em 2016 entre as séries de televisão relacionadas a quadrinhos. SyfyWire nomeou a estreia da temporada, "Flashpoint", um dos melhores episódios de televisão de 2016.
| Ano  | Prêmio                             | Categoria                                 | Nomeado(s) | Resultado | Ref.            |
| ---- | ---------------------------------- | ----------------------------------------- | --- | --------- | --------------- |
| 2016 | TVLine's Performer of the Week     | Performance in "Flashpoint"               | Candice Patton                                                                                                  | Indicado  | [ 134 ]         |
| 2017 | People's Choice Awards             | Favorite Network TV Sci-Fi/Fantasy        | The Flash | Indicado  | [ 135 ]         |
| 2017 | IGN Awards                         | Best Action Series                        | The Flash | Indicado  | [ 136 ]         |
| 2017 | IGN People's Choice Awards         | Best Action Series                        | The Flash | Indicado  | [ 136 ]         |
| 2017 | Kids' Choice Awards                | Favorite TV Show – Family Show            | The Flash | Indicado  | [ 137 ]         |
| 2017 | TVLine's Performer of the Week     | Performance in "Duet"                     | Grant Gustin | Indicado  | [ 138 ]         |
| 2017 | MTV Movie & TV Awards              | Best Hero                                 | Grant Gustin | Indicado  | [ 139 ]         |
| 2017 | BMI Film, TV & Visual Media Awards | BMI Network Television Music Award        | Blake Neely | Venceu    | [ 140 ]         |
| 2017 | Saturn Awards                      | Best Superhero Adaption Television Series | The Flash | Indicado  | [ 141 ] [ 142 ] |
| 2017 | Saturn Awards                      | Best Actor on Television                  | Grant Gustin | Indicado  | [ 141 ]         |
| 2017 | Saturn Awards                      | Best Supporting Actress on Television     | Candice Patton                                                                                                  | Venceu    | [ 141 ]         |
| 2017 | Teen Choice Awards                 | Choice Action TV Show                     | The Flash | Venceu    | [ 143 ]         |
| 2017 | Teen Choice Awards                 | Choice Action TV Actor                    | Grant Gustin | Venceu    | [ 143 ]         |
| 2017 | Teen Choice Awards                 | Choice Action TV Actress                  | Candice Patton                                                                                                  | Indicado  | [ 143 ]         |
| 2017 | Teen Choice Awards                 | Choice Action TV Actress                  | Danielle Panabaker                                                                                              | Indicado  | [ 143 ]         |
| 2018 | Leo Awards                         | Best Visual Effects in a Dramatic Series  | Armen V. Kevorkian, Marc Lougee, James Baldanzi, Andranik Taranyan, e Shirak Agresta (por "I Know Who You Are") | Venceu    | [ 144 ]         |

## 
1. ↑  Mitovich, Matt (8 de janeiro de 2017). «The CW Renews The Flash, Supernatural, Crazy Ex and 4 Others». TVLine. Consultado em 8 de janeiro de 2017. Cópia arquivada em 9 de janeiro de 2017
2. 1 2 3  «'NCIS' and 'The Flash' adjust up: Tuesday final ratings». TV by the Numbers. 5 de outubro de 2016. Consultado em 5 de outubro de 2016
3. 1 2  «'The Voice,' 'NCIS,' 'Flash' and ABC comedies adjust up, 'No Tomorrow' adjusts down: Tuesday final ratings». TV by the Numbers. 12 de outubro de 2016. Consultado em 12 de outubro de 2016
4. 1 2  «'American Housewife' and 'The Voice' adjust up, 'Chicago Fire', 'SHIELD' and 'Real O'Neals' down: Tuesday final ratings». TV by the Numbers. 19 de outubro de 2016. Consultado em 19 de outubro de 2016
5. 1 2  «'American Housewife' adjusts up, final World Series numbers: Tuesday final ratings». TV by the Numbers. 26 de outubro de 2016. Consultado em 26 de outubro de 2016
6. 1 2  «'The Flash', 'Chicago Fire', 'The Voice', 'Fresh Off the Boat' adjust up: Tuesday final ratings». TV by the Numbers. 2 de novembro de 2016. Consultado em 2 de novembro de 2016
7. 1 2  «'New Girl' adjusts up, all others hold: Tuesday final ratings». TV by the Numbers. 16 de novembro de 2016. Consultado em 16 de novembro de 2016
8. 1 2  «'American Housewife' adjusts up, everything else holds: Tuesday final ratings». TV by the Numbers. 23 de novembro de 2016. Consultado em 23 de novembro de 2016
9. 1 2  «'Fresh Off the Boat' & 'American Housewife' adjust up, 'No Tomorrow' adjusts down: Tuesday final ratings». TV by the Numbers. 1 de dezembro de 2016. Consultado em 1 de dezembro de 2016
10. 1 2  «'NCIS' adjusts up, 'Agents of SHIELD' adjusts down: Tuesday final ratings». TV by the Numbers. 7 de dezembro de 2016. Consultado em 7 de dezembro de 2016
11. 1 2 3  «'Chicago Fire' adjusts up, 'Agents of SHIELD' adjusts down: Tuesday final ratings». TV by the Numbers. 25 de janeiro de 2017. Consultado em 25 de janeiro de 2017
12. 1 2  «'The Wall' adjusts up, 'Bones' adjusts down: Tuesday final ratings». TV by the Numbers. 1 de fevereiro de 2017. Consultado em 1 de fevereiro de 2017
13. 1 2  «'The Middle,' 'The Wall, 'This Is Us,' FOX comedies all adjust up: Tuesday final ratings». TV by the Numbers. 8 de fevereiro de 2017. Consultado em 8 de fevereiro de 2017
14. 1 2  «'The Flash', 'NCIS', all others unchanged: Tuesday final ratings». TV by the Numbers. 23 de fevereiro de 2017. Consultado em 23 de fevereiro de 2017
15. 1 2  «'Fresh Off the Boat,' 'Real O'Neals' adjust down: Tuesday final ratings». TV by the Numbers. 1 de março de 2017. Consultado em 1 de março de 2017
16. 1 2  «'The Middle' and 'This Is Us' adjust up: Tuesday final ratings». TV by the Numbers. 8 de março de 2017. Consultado em 8 de março de 2017
17. 1 2  «'This Is Us' finishes with season highs: Tuesday final ratings». TV by the Numbers. 16 de março de 2017. Consultado em 16 de março de 2017
18. 1 2  «'The Voice' and 'The Flash' adjust up: Tuesday final ratings». TV by the Numbers. 22 de março de 2017. Consultado em 22 de março de 2017
19. 1 2  «'The Flash' adjusts up and avoids new series low, 'Legends of Tomorrow' adjusts down: Tuesday final ratings». TV by the Numbers. 29 de março de 2017. Consultado em 29 de março de 2017
20. 1 2  «'The Mick' and 'Agents of SHIELD' adjust up, 'iZombie' adjusts down: Tuesday final ratings». TV by the Numbers. 16 de abril de 2017. Consultado em 26 de abril de 2017
21. 1 2  «'NCIS' and 'The Middle' adjust up, 'Prison Break' adjusts down: Tuesday final ratings». TV by the Numbers. 3 de maio de 2017. Consultado em 3 de maio de 2017
22. 1 2  «'The Voice' adjusts up, 'iZombie' adjusts down: Tuesday final ratings». TV by the Numbers. 10 de maio de 2017. Consultado em 10 de maio de 2017
23. 1 2  «'NCIS' finale and 'Bull' adjust up, 'The Middle' adjusts down: Tuesday final ratings». TV by the Numbers. 17 de maio de 2017. Consultado em 17 de maio de 2017
24. 1 2 3  «'Dancing With the Stars finale adjusts up, 'iZombie' adjusts down: Tuesday final ratings». TV by the Numbers. 24 de maio de 2017. Consultado em 24 de maio de 2017
25. 1 2 3 4 5 6 7 8 9 10 11 12  Trumbore, Dave (29 de setembro de 2016). «The Flash Season 3 Poster Has Got Red on It». Collider. Consultado em 29 de setembro de 2016. Cópia arquivada em 29 de setembro de 2016
26. 1 2  «'The Flash' Season 3: Tom Felton's Character Gets A New Name! Episode 2 Title & Plot [VIDEO]». Enstarz.com. 9 de setembro de 2016. Consultado em 9 de setembro de 2016. Cópia arquivada em 9 de setembro de 2016
27. 1 2  Damore, Meagan (22 de novembro de 2016). «The Flash reveals Doctor Alchemy's secret identity». Comic Book Resources. Consultado em 22 de novembro de 2016. Cópia arquivada em 22 de novembro de 2016
28. ↑  D'Alessandro, Anthony (23 de julho de 2016). «Doctor Alchemy Unveiled In 'The Flash' Season 3 Trailer- Comic-Con». Deadline Hollywood. Consultado em 14 de agosto de 2016. Cópia arquivada em 14 de agosto de 2016
29. ↑  Leane, Rob (20 de março de 2017). «The Flash season 4: the big bad won't be a speedster». Den of Geek. Consultado em 7 de abril de 2017. Cópia arquivada em 5 de junho de 2017
30. ↑  Gross, Ed (22 de novembro de 2016). «The Flash: Season 3, Episode 3 — Magenta». Empire. Consultado em 22 de novembro de 2016. Cópia arquivada em 22 de novembro de 2016
31. ↑  Jade Bastién, Angelica (22 de novembro de 2016). «The Flash Recap: The God of Speed». Vulture. Consultado em 3 de dezembro de 2016. Cópia arquivada em 22 de novembro de 2016
32. ↑  Gonzalez, Umberto; Ge, Linda (3 de dezembro de 2016). «'The Flash' Casts 'Sleepy Hollow' Star Jessica Camacho to Play Gypsy (Exclusive)». TheWrap. Consultado em 3 de dezembro de 2018. Cópia arquivada em 20 de março de 2017
33. ↑  Mitovich, Matt Webb (20 de março de 2017). «'The Flash' Season 3: Anne Dudek of 'House' to Recur as Tracy Brand». TVLine. Consultado em 20 de março de 2017. Cópia arquivada em 20 de março de 2017
34. ↑  Saclao, Christian (9 de outubro de 2016). «'The Flash' Star Alex Désert on Playing Captain Julio Mendez in Season 3 Premiere, 'Flashpoint'». International Business Times. Consultado em 9 de outubro de 2016. Cópia arquivada em 9 de outubro de 2016
35. ↑  Mitovich, Matt Webb (14 de agosto de 2016). «'Flash' Season 3 Casts Todd Lasance as The Rival, Promo Teases Savitar». TVLine. Consultado em 14 de agosto de 2016. Cópia arquivada em 14 de agosto de 2016
36. ↑  Gross, Ed (9 de outubro de 2016). «The Flash: Season 3, Episode 2 — Paradox». Empire. Consultado em 22 de novembro de 2016. Cópia arquivada em 9 de outubro de 2016
37. ↑  Burlingame, Russ (14 de agosto de 2016). «Fargo's Joey King Comes to The Flash as Magenta». Comicbook.com. Consultado em 14 de agosto de 2016. Cópia arquivada em 14 de agosto de 2016
38. ↑  Bentley, Jean (14 de agosto de 2016). «The Flash's Newest Villain, The Top, Will Make Your Head Spin». E!. Consultado em 14 de agosto de 2016. Cópia arquivada em 14 de agosto de 2016
39. ↑  Ching, Alfred (14 de agosto de 2016). «EXCLUSIVE: "The Flash" casts its Mirror Master». Comic Book Resources. Consultado em 14 de agosto de 2016. Cópia arquivada em 14 de agosto de 2016
40. ↑  Peters, Megan (9 de outubro de 2016). «Wentworth Miller's Captain Cold Returns in the Flash: The New Rogues Clip». Comic Book. Consultado em 22 de novembro de 2016. Cópia arquivada em 9 de outubro de 2016
41. ↑  Awesome, Amy (22 de novembro de 2016). «The Flash's Patrick Sabongui Talks Possible Romance Between Captain Singh And Pied Piper». Comicbook.com. Consultado em 3 de dezembro de 2016. Cópia arquivada em 22 de novembro de 2016
42. ↑  Abrams, Natalie (14 de agosto de 2016). «The Flash casts Vampire Diaries alum as Caitlin Snow's mom – exclusive». Entertainment Weekly. Consultado em 14 de agosto de 2016. Cópia arquivada em 14 de agosto de 2016
43. ↑  Catingub, Jeremiah (22 de novembro de 2016). «The Flash Season 3 Episode 6 Recap -- Wally Gets His Powers!». PilipinasPopcorn. Consultado em 22 de novembro de 2016. Cópia arquivada em 5 de junho de 2017
44. ↑  Prudom, Laura (22 de novembro de 2016). «'The Flash' casts Greg Grunberg in a badass Season 3 role». Mashable. Consultado em 22 de novembro de 2016. Cópia arquivada em 22 de novembro de 2016
45. 1 2 3 4 5 6 7 8 9  Gross, Ed (3 de dezembro de 2016). «Review: The Flash, Supergirl, Arrow, Legends Of Tomorrow crossover — Invasion». Empire. Consultado em 3 de dezembro de 2016. Cópia arquivada em 3 de dezembro de 2016
46. ↑  Abrams, Natalie (3 de dezembro de 2016). «The Dominators will return on Supergirl – here's why that's scary». Entertainment Weekly. Consultado em 3 de dezembro de 2016. Cópia arquivada em 3 de dezembro de 2016
47. ↑  Gormley, Jesse (23 de julho de 2016). «Supergirl Is the Common Thread in "Flash," "Arrow" & "Legends of Tomorrow" Crossover». Comic Book Resources. Consultado em 23 de julho de 2016. Cópia arquivada em 23 de julho de 2016
48. 1 2 3 4  Gross, Ed (14 de março de 2017). «Duet: The Flash and Supergirl Musical Crossover — Review». Empire. Consultado em 31 de dezembro de 2018. Cópia arquivada em 9 de setembro de 2018
49. ↑  Petski, Denise (22 de novembro de 2016). «"DC"s Legends of Tomorrow" Adds Christina Brucato As Recurring». Deadline Hollywood. Consultado em 22 de novembro de 2016. Cópia arquivada em 22 de novembro de 2016
50. ↑  «Mark Hamill is The Trickster of Earth-3 in The Flash Midseason Finale Clip». ComingSoon.net. 3 de dezembro de 2016. Consultado em 5 de junho de 2017. Cópia arquivada em 5 de junho de 2017
51. ↑  Coratelli, Carlo (20 de março de 2017). «Interview with Stephen Huszar, the villain Plunder in The Flash – The White Space». The White Space. Consultado em 7 de abril de 2018. Cópia arquivada em 7 de abril de 2018
52. 1 2  Golder, Dave (7 de fevereiro de 2017). «The Flash S03E11 "Dead Or Alive" REVIEW». MyMBuzz. Consultado em 23 de janeiro de 2019. Cópia arquivada em 23 de janeiro de 2019
53. ↑  Saclao, Christian (23 de janeiro de 2017). «'The Flash' Season 3 Casts 'Death Note' Star Matthew Kevin Anderson As Metahuman Clive Yorkin [SPOILERS]». International Business Times. Consultado em 23 de janeiro de 2017. Cópia arquivada em 7 de fevereiro de 2017
54. ↑  Kelly, Autumn (3 de dezembro de 2016). «'The Flash' Season 3 Spoilers: Gorilla Grodd Returns In Two-Episode Arc In Gorilla City». iDigitalTimes. Consultado em 23 de janeiro de 2017. Arquivado do original em 3 de dezembro de 2016
55. ↑  Lincoln, Ross A. (23 de janeiro de 2017). «'The Flash': Keith David To Guest As Gorilla City Leader Solovar». Deadline Hollywood. Consultado em 23 de janeiro de 2017. Cópia arquivada em 23 de janeiro de 2017
56. 1 2  Mitovich, Matt Webb (23 de janeiro de 2017). «'The Flash' Season 3 – Rick Cosnett Returns as Eddie Thawne». TVLine. Consultado em 23 de janeiro de 2017. Cópia arquivada em 23 de janeiro de 2017
57. ↑  Abrams, Natalie (23 de janeiro de 2017). «The Flash: Robbie Amell returning in season 3». Entertainment Weekly. Consultado em 23 de janeiro de 2017. Cópia arquivada em 23 de janeiro de 2017
58. 1 2  Abrams, Natalie (23 de janeiro de 2017). «Who's singing in The Flash-Supergirl musical crossover?». Entertainment Weekly. Consultado em 23 de janeiro de 2017. Cópia arquivada em 23 de janeiro de 2017
59. ↑  Ausiello, Michael (23 de janeiro de 2017). «Darren Criss Joins 'The Flash'/'Supergirl' as Music Meister – Musical». TVLine. Consultado em 23 de janeiro de 2017. Cópia arquivada em 23 de janeiro de 2017
60. ↑  Abrams, Natalie (20 de março de 2017). «The Flash-Supergirl musical crossover: Jeremy Jordan teases epic hour». Entertainment Weekly. Consultado em 23 de janeiro de 2019. Cópia arquivada em 23 de janeiro de 2019
61. ↑  Beedle, Tim (20 de março de 2017). «EXCLUSIVE: Abra Kadabra is Coming to The Flash». DC Comics. Consultado em 20 de março de 2017. Cópia arquivada em 20 de março de 2017
62. ↑  Ausiello, Michael (14 de março de 2016). «The CW Renewals: New Season of 'Arrow,' 'The Flash,' 'The 100'». TVLine. Consultado em 17 de novembro de 2016. Cópia arquivada em 17 de novembro de 2016
63. ↑  Mitovich, Matt Webb (12 de agosto de 2016). «CW Boss on Fifth Superhero Night, Supergirl Predictions, Episode Counts, Little Women Status and More». TVLine. Consultado em 21 de dezembro de 2018. Cópia arquivada em 12 de julho de 2018
64. ↑  Brian Ford Sullivan [@briforsul] (12 de agosto de 2016). «Hey folks, just to clarify: we are definitely doing 23 episodes again of #Arrow this year; same with #TheFlash. Honest mistake during TCA.» (Tweet). Consultado em 12 de agosto de 2016 – via Twitter
65. ↑  Venable, Nick (4 de outubro de 2016). «The Flash Season 3: What We Know So Far». Cinema Blend. Consultado em 31 de dezembro de 2018. Cópia arquivada em 9 de setembro de 2017
66. ↑  Topel, Fred (4 de outubro de 2016). «The Flash Season 3 Interview: Showrunner Aaron Helbing». /Film. Consultado em 31 de dezembro de 2018. Cópia arquivada em 12 de agosto de 2018
67. ↑  Fitzpatrick, Kevin (13 de maio de 2016). «'Flash' Season 3 Sets Zack Stentz as Consulting Producer». ScreenCrush. Consultado em 31 de dezembro de 2018. Cópia arquivada em 12 de julho de 2017
68. ↑  «Zack Stentz Announces Last Night's The Flash Will Be His Last». Comicbook.com. 1 de fevereiro de 2017. Consultado em 31 de dezembro de 2018. Cópia arquivada em 17 de novembro de 2018
69. ↑  Berman, Jason (13 de maio de 2017). «Behind-the-scenes shakeup for 'The Flash' season 4». Mic. Consultado em 31 de dezembro de 2018
70. ↑  Abrams, Natalie (20 de junho de 2016). «'The Flash' officially doing Flashpoint». Entertainment Weekly. Consultado em 31 de dezembro de 2018. Cópia arquivada em 17 de novembro de 2018
71. ↑  Mitovich, Matt Webb (12 de julho de 2016). «The Flash Season 3 Trailer: Barry/Iris 'Meet' Again, Billionaire Cisco, a New Speedster and More Flashpoint Insanity». TVLine. Consultado em 31 de dezembro de 2018. Cópia arquivada em 20 de junho de 2018
72. ↑  Keene, Allison (12 de agosto de 2016). «'The Flash': Grant Gustin Confirms Flashpoint Won't Last All Season». Collider. Consultado em 31 de dezembro de 2018. Cópia arquivada em 25 de abril de 2018
73. ↑  Abrams, Natalie (13 de maio de 2017). «'The Flash': Savitar's Identity Revealed!». Entertainment Weekly. Consultado em 31 de dezembro de 2018. Cópia arquivada em 9 de setembro de 2018
74. ↑  Abrams, Natalie (13 de maio de 2016). «Spoiler Room: Scoop on 'Arrow,' 'UnREAL,' 'Blacklist' and more». Entertainment Weekly. Consultado em 31 de dezembro de 2018. Cópia arquivada em 17 de novembro de 2018
75. ↑  Bastién, Angelica Jade (4 de outubro de 2016). «The Flash Recap: Greetings From Earth-19». Vulture. Consultado em 31 de dezembro de 2018. Cópia arquivada em 1 de janeiro de 2017
76. 1 2  «The Flash: Harry Potter's Tom Felton Joins Season 3 as Series Regular». TVLine. 20 de junho de 2016. Consultado em 12 de julho de 2016. Cópia arquivada em 12 de julho de 2016
77. ↑  «The Flash: Into The Speed Force Review & Discussion». Screen Rant. 14 de março de 2017. Consultado em 20 de junho de 2017. Cópia arquivada em 13 de maio de 2017
78. ↑  Holbrook, Damian (2017). «The Flash: Behind the Scenes». TV Guide Comic-Con Special 2017. p. 13. Special effects studio Legacy Effects created the massive suit for baddie Savitar, which had to weather exterior shoots during a rainier-than-usual Vancouver winter, as well as the typical tech snafus. "The suit's body lights were all practical, which I think was actually one of the hardest parts of the process," Kreisberg says. "One light would go out and...Oh God, we'd be screwed!"
79. ↑  Mitovich, Matt Webb (25 de abril de 2017). «The Flash's Danielle Panabaker Breaks Down Killer Frost's Chilling New Look». TVLine. Consultado em 31 de dezembro de 2018. Cópia arquivada em 4 de outubro de 2018
80. ↑  Schedeen, Jesse (4 de outubro de 2017). «A Visual History of The Flash». IGN. slides 32 and 33. Consultado em 31 de dezembro de 2018. Cópia arquivada em 4 de outubro de 2018
81. ↑  Grant Gustin [@grantgust] (12 de julho de 2016). «Day 1 is so fun. So happy to be back doing what I'm supposed to be doing.» (Tweet). Consultado em 4 de outubro de 2016 – via Twitter
82. ↑  «Keiynan Lonsdale as Kid Flash Filming The Flash Season 3 in Vancouver (Photos)». What's Filming?. 12 de julho de 2016. Consultado em 31 de dezembro de 2018. Cópia arquivada em 25 de abril de 2018
83. ↑  Gallaway, Lauren (14 de março de 2017). «Flash's Tom Cavanagh Directing Time Travel Episode». Comic Book Resources. Consultado em 31 de dezembro de 2018. Cópia arquivada em 9 de setembro de 2017
84. ↑  Danielle Panabaker [@dpanabaker] (25 de abril de 2017). «That's a wrap on Season 3 of @CW_TheFlash ! ⚡️⚡️⚡️» (Tweet). Consultado em 25 de abril de 2017 – via Twitter
85. ↑  «The Flash: Season 3 (Original Television Soundtrack)». iTunes. Apple Inc. 4 de outubro de 2017. Consultado em 4 de outubro de 2017. Cópia arquivada em 4 de outubro de 2017
86. ↑  Gross, Ed (31 de dezembro de 2016). «Review: The Flash, Supergirl, Arrow, Legends Of Tomorrow crossover — Invasion». Empire. Consultado em 31 de dezembro de 2018. Cópia arquivada em 1 de janeiro de 2018
87. ↑  Fitzpatrick, Kevin (20 de junho de 2016). «Comic-Con 2016 Sets 'Flash,' 'Arrow,' 21 Total WB Shows». ScreenCrush. Consultado em 29 de setembro de 2016. Cópia arquivada em 4 de outubro de 2016
88. ↑  Mitovich, Matt Webb (12 de julho de 2016). «'The Flash' Season 3 Trailer – Flashpoint Storyline, Barry and iris Strangers». TVLine. Consultado em 29 de setembro de 2016. Cópia arquivada em 29 de setembro de 2016
89. ↑  Mohamed, Jasmin (12 de agosto de 2016). «The Flash Season 3: New Promo Teases 'When Time Strikes Back'». Screen Rant. Consultado em 29 de setembro de 2016. Cópia arquivada em 29 de setembro de 2016
90. ↑  Damore, Meagan (29 de setembro de 2016). «CW'S SUPERHERO FIGHT CLUB 2.0 PROMO WELCOMES SUPERGIRL TO THE JUNGLE». Comic Book Resources. Consultado em 29 de setembro de 2016. Cópia arquivada em 4 de outubro de 2016
91. ↑  Francisco, Eric (29 de setembro de 2016). «DC's 'Superhero Fight Club 2.0' Unleashes Gorilla Grodd». Inverse. Consultado em 29 de setembro de 2016. Cópia arquivada em 4 de outubro de 2016
92. ↑  Spangler, Todd (29 de setembro de 2016). «'Prison Break' Social Buzz Zooms Above Rest of Broadcast TV Freshman Class». Variety. Consultado em 1 de janeiro de 2019. Cópia arquivada em 1 de janeiro de 2019
93. 1 2 3  «The Flash – Warner Press Release Announces 'The Complete 3rd Season». TVShowsOnDVD.com. 24 de maio de 2017. Consultado em 24 de maio de 2017. Arquivado do original em 9 de junho de 2017
94. ↑  «The Flash – Season 3 [DVD] [2017]». Amazon UK. Consultado em 24 de maio de 2017. Cópia arquivada em 27 de abril de 2017
95. ↑  «Flash, The – Season 3». www.jbhifi.com.au (em inglês). Consultado em 13 de agosto de 2017. Cópia arquivada em 1 de dezembro de 2017
96. ↑  «The Flash – Season 3 [Blu-ray] [2017]». Amazon UK. Consultado em 24 de maio de 2017. Cópia arquivada em 27 de abril de 2017
97. ↑  Porter, Rick (25 de outubro de 2016). «Rich get richer as 'Empire,' 'Big Bang,' 'Designated Survivor' lead broadcast Live +7 ratings for Oct. 3-9». TV by the Numbers. Consultado em 25 de outubro de 2016. Arquivado do original em 25 de outubro de 2016
98. ↑  Porter, Rick (25 de outubro de 2016). «'This Is Us,' 'Big Bang,' 'Designated Survivor' lead broadcast Live +7 ratings for Oct. 10-16». TV by the Numbers. Consultado em 25 de outubro de 2016. Arquivado do original em 25 de outubro de 2016
99. ↑  Porter, Rick (4 de novembro de 2016). «'This Is Us' and 'Agents of SHIELD' score in broadcast Live +7 ratings for Oct. 17-23». TV by the Numbers. Consultado em 4 de novembro de 2016. Arquivado do original em 4 de novembro de 2016
100. ↑  Porter, Rick (15 de novembro de 2016). «'This Is Us,' 'Designated Survivor' stay on top in broadcast Live +7 ratings for Oct. 24-30». TV by the Numbers. Consultado em 15 de novembro de 2016. Arquivado do original em 15 de novembro de 2016
101. ↑  Porter, Rick (15 de novembro de 2016). «13 shows double, 'This Is Us' & 'Big Bang' lead broadcast Live +7 ratings for Oct. 31-Nov. 6». TV by the Numbers. Consultado em 15 de novembro de 2016. Arquivado do original em 15 de novembro de 2016
102. ↑  Porter, Rick (1 de dezembro de 2016). «'This Is Us,' 'Big Bang,' 'Designated Survivor' are the Big Three in week 9 broadcast Live +7 ratings». TV by the Numbers. Consultado em 1 de dezembro de 2016. Arquivado do original em 1 de dezembro de 2016
103. ↑  Porter, Rick (7 de dezembro de 2016). «'New Girl' and 'Quantico' double in week 10 broadcast Live +7 ratings». TV by the Numbers. Consultado em 7 de dezembro de 2016. Arquivado do original em 7 de dezembro de 2016
104. ↑  Porter, Rick (21 de dezembro de 2016). «6 shows double in week 11 broadcast Live +7 ratings». TV by the Numbers. Consultado em 21 de dezembro de 2016. Arquivado do original em 21 de dezembro de 2016
105. ↑  Porter, Rick (21 de dezembro de 2016). «'This Is Us' reaches season highs week 12 broadcast Live +7 ratings». TV by the Numbers. Consultado em 21 de dezembro de 2016. Arquivado do original em 21 de dezembro de 2016
106. ↑  Porter, Rick (15 de fevereiro de 2017). «'Big Bang Theory,' 'Agents of SHIELD' benefit the most in week 20 broadcast Live +7 ratings». TV by the Numbers. Consultado em 15 de fevereiro de 2017. Arquivado do original em 15 de fevereiro de 2017
107. ↑  Porter, Rick (23 de fevereiro de 2017). «'This Is Us' and 'Timeless' lead the week 21 broadcast Live +7 ratings». TV by the Numbers. Consultado em 23 de fevereiro de 2017. Arquivado do original em 23 de fevereiro de 2017
108. ↑  Porter, Rick (9 de março de 2017). «'This Is Us' makes biggest gains again: Week 23 broadcast Live +7 ratings». TV by the Numbers. Consultado em 9 de março de 2017. Arquivado do original em 9 de março de 2017
109. ↑  Pucci, Douglas (27 de março de 2017). «Tuesday Final Nationals: Trump Address Registers Nearly One-Tenth Less Audience Than Obama's in 2009». Programming Insider. Consultado em 9 de junho de 2017. Cópia arquivada em 9 de junho de 2017
110. ↑  Porter, Rick (27 de março de 2017). «'Sleepy Hollow' & 5 more shows double, 'This Is Us' has biggest total gain: Week 25 broadcast Live +7 ratings». TV by the Numbers. Consultado em 27 de março de 2017. Arquivado do original em 24 de maio de 2017
111. ↑  Porter, Rick (27 de março de 2017). «'This Is Us' finale, 'Designated Survivor' top week 26's broadcast Live +7 ratings». TV by the Numbers. Consultado em 27 de março de 2017. Arquivado do original em 24 de maio de 2017
112. ↑  Porter, Rick (6 de abril de 2017). «'Empire' and 'Designated Survivor' score in week 27 broadcast Live +7 ratings». TV by the Numbers. Consultado em 6 de abril de 2017. Arquivado do original em 6 de abril de 2017
113. ↑  Porter, Rick (13 de abril de 2017). «'Designated Survivor' scores again, 7 shows double in week 28 broadcast Live +7 ratings». TV by the Numbers. Consultado em 13 de abril de 2017. Arquivado do original em 13 de abril de 2017
114. ↑  Pucci, Douglas (9 de junho de 2017). «Tuesday Final Nationals: 'Great News' Debuts On-Par with 'Trial & Error' Launch on NBC». Programming Insider. Consultado em 9 de junho de 2017. Cópia arquivada em 9 de junho de 2017
115. ↑  Porter, Rick (24 de maio de 2017). «'Modern Family,' 'Big Bang' gain the most, 10 shows double: Week 33 broadcast Live +7 ratings». TV by the Numbers. Consultado em 24 de maio de 2017. Arquivado do original em 24 de maio de 2017
116. ↑  Porter, Rick (27 de maio de 2017). «'Designated Survivor,' 'Big Bang Theory' finale lead week 34's broadcast Live +7 ratings». TV by the Numbers. Consultado em 27 de maio de 2017. Arquivado do original em 27 de maio de 2017
117. ↑  Porter, Rick (9 de junho de 2017). «'Modern Family,' 'Designated Survivor' finales make biggest gains in week 35 broadcast Live +7 ratings». TV by the Numbers. Consultado em 9 de junho de 2017. Arquivado do original em 9 de junho de 2017
118. ↑  Porter, Rick (9 de junho de 2017). «'Empire' and 'Bull' season finales lead week 36's broadcast Live +7 ratings». TV by the Numbers. Consultado em 9 de junho de 2017. Arquivado do original em 9 de junho de 2017
119. ↑  Mitovich, Matt Webb (5 de outubro de 2016). «Ratings: Flash Steady vs. Finale; VP Debate Draws Half of Clinton/Trump». TVLine. Consultado em 17 de setembro de 2017. Cópia arquivada em 17 de setembro de 2017
120. ↑  Mitovich, Matt Webb (30 de novembro de 2016). «Ratings for "The Flash" Crossover – Part 2 of 'Heroes v Aliens'». TVLine. Consultado em 1 de dezembro de 2016. Cópia arquivada em 1 de dezembro de 2016
121. ↑  de Moraes, Lisa (26 de maio de 2017). «Final 2016–17 TV Rankings: 'Sunday Night Football' Winning Streak Continues». Deadline Hollywood. Consultado em 26 de maio de 2017. Cópia arquivada em 2 de junho de 2017
122. ↑  «2016/2017 Canadian Television Report Card: CTV is Canada's Most-Watched Network for the 16th Year in a Row» (Nota de imprensa). Bell Media. 2 de junho de 2017. Consultado em 17 de setembro de 2017. Cópia arquivada em 17 de setembro de 2017
123. ↑  Lubin, Gus (31 de dezembro de 2016). «The 20 most popular TV shows of 2016». Business Insider. Consultado em 1 de janeiro de 2017. Cópia arquivada em 1 de janeiro de 2017
124. ↑  Nededog, Jethro (5 de agosto de 2017). «The 20 most popular TV shows of 2016». Business Insider. Consultado em 17 de setembro de 2017. Cópia arquivada em 17 de setembro de 2017
125. ↑  Britt, Ryan (17 de setembro de 2017). «Data Shows 'Game of Thrones' Season 7 Most Popular Ever Globally». Inverse. Consultado em 17 de setembro de 2017. Cópia arquivada em 17 de setembro de 2017
126. ↑  «The Flash: Season 3». Rotten Tomatoes. Fandango. 1 de dezembro de 2019. Consultado em 31 de dezembro de 2018. Cópia arquivada em 31 de dezembro de 2018
127. ↑  «The Flash (2014)». Metacritic. CBS Interactive. Consultado em 30 de novembro de 2016. Cópia arquivada em 30 de novembro de 2016
128. ↑  Schedeen, Jesse (26 de maio de 2017). «The Flash: Season 3 Review». IGN. Consultado em 31 de dezembro de 2018. Cópia arquivada em 6 de abril de 2018
129. ↑  Day, Carla (26 de maio de 2017). «'The Flash' Season 3 Finale Recap: "Finish Line" – Into the Speed Force». Collider. Consultado em 31 de dezembro de 2018. Cópia arquivada em 6 de abril de 2018
130. ↑  Maçek III, J.C. (17 de setembro de 2017). «'The Flash' Season Three Speeds Things Up With Higher Stakes and Darker Stories». PopMatters. Consultado em 31 de dezembro de 2018. Cópia arquivada em 30 de novembro de 2017
131. ↑  Dietz, Jason (6 de janeiro de 2017). «Best of 2016: Television Critic Top Ten Lists». Metacritic. Consultado em 6 de janeiro de 2017. Cópia arquivada em 6 de janeiro de 2017
132. ↑  Bejar, Christian (24 de dezembro de 2016). «2016's 16 Best Episodes in Comic Book TV». Comic Book Resources. Consultado em 24 de dezembro de 2016. Cópia arquivada em 24 de dezembro de 2016
133. ↑  «The best TV episodes of 2016». SyfyWire. 6 de janeiro de 2017. Consultado em 6 de janeiro de 2016. Cópia arquivada em 6 de janeiro de 2017
134. ↑  «Performer of the Week: Westworld's Louis Herthum». TVLine. 18 de outubro de 2016. Consultado em 27 de março de 2017. Cópia arquivada em 3 de fevereiro de 2017
135. ↑  Hipes, Patrick (15 de novembro de 2016). «People's Choice Awards Nominees 2017 – Full List». Deadline Hollywood. Consultado em 15 de novembro de 2016. Cópia arquivada em 27 de maio de 2017
136. 1 2  «Best Action Series – Best of 2016 Awards». IGN. Consultado em 21 de dezembro de 2016. Cópia arquivada em 26 de maio de 2017
137. ↑  Levy, Dani (3 de fevereiro de 2017). «2017 Nickelodeon Kids Choice Awards Nominations – Full List». Variety. Consultado em 3 de fevereiro de 2017. Cópia arquivada em 3 de fevereiro de 2017
138. ↑  «Nicole Kidman's 'Big Little Lies' Performance on HBO – Episode 5». TVLine. 27 de março de 2017. Consultado em 27 de abril de 2017. Cópia arquivada em 27 de abril de 2017
139. ↑  Schwartz, Ryan (27 de março de 2017). «2017 MTV Movie & TV Awards Nominations List – 'This Is Us,' 'Stranger Things'». TVLine. Consultado em 6 de abril de 2017. Cópia arquivada em 27 de abril de 2017
140. ↑  «Alan Silvestri Receives BMI Icon Award at 2017 BMI Film, TV and Visual Media Awards». Broadcast Music, Inc. 26 de maio de 2017. Consultado em 2 de julho de 2017. Cópia arquivada em 2 de julho de 2017
141. 1 2 3  McNary, Dave (27 de março de 2017). «Saturn Awards Nominations 2017: 'Rogue One,' 'Walking Dead' Lead». Variety. Consultado em 27 de março de 2017. Cópia arquivada em 27 de março de 2017
142. ↑  Staley, Brandon (9 de junho de 2017). «Supergirl, Luke Cage, Doctor Strange Win at Annual Saturn Awards». Comic Book Resources. Consultado em 17 de setembro de 2017. Cópia arquivada em 17 de setembro de 2017
143. 1 2 3 4  Nordyke, Kimberly (13 de agosto de 2017). «Teen Choice Awards: Complete Winners List». The Hollywood Reporter. Cópia arquivada em 13 de agosto de 2017
144. ↑  «Leo Awards, 2018 Winners and Nominees by Name». Leo Awards. Consultado em 9 de junho de 2018. Arquivado do original em 9 de junho de 2018

### Referênciais gerais
- «The Flash episodes». TV Guide. Consultado em 6 de março de 2017
- «Shows A-Z – The Flash on CW». The Futon Critic. Consultado em 6 de março de 2017